# Túnel de Jondal
El túnel de Jondal es un túnel en la provincia de Hordaland, Noruega. Tiene 10,4 km de largo y forma parte de la ruta estatal 107, que une Bergen y Oslo. Se entra por la localidad de Jondal para luego pasar al túnel de Folgefonna y de ahí pasar a la carretera europea E134 hacia Oslo.
Los trabajos comenzaron en octubre de 2009. Fue inaugurado el 7 de septiembre de 2012 por el primer ministro Jens Stoltenberg. Tuvo un costo de 806,6 millones decoronas.